# Trstenik, Srbija
Trstenik (izvirno srbsko Трстеник) je mesto v Srbiji, ki je središče istoimenske občine; slednja pa je del Rasinskega upravnega okraja.
V bližini se nahaja letališče Trstenik.

## Demografija
V naselju živi 13800 polnoletnih prebivalcev, pri čemer je njihova povprečna starost 38,5 let (37,8 pri moških in 39,2 pri ženskah). Naselje ima 6079 gospodinjstev, pri čemer je povprečno število članov na gospodinjstvo 2,83.
To naselje je, glede na rezultate popisa iz leta 2002, večinoma srbsko.
|  |

| Demografija | Demografija     | Demografija     |
| Leto        | Št. prebivalcev | Št. prebivalcev |
| ----------- | --------------- | --------------- |
|             |                 |                 |
|             |                 |                 |
|             |                 |                 |
|             |                 |                 |
| 1948        | 3273            |                 |
| 1953        | 5312            |                 |
| 1961        | 7226            |                 |
| 1971        | 9957            |                 |
| 1981        | 13239           |                 |
| 1991        | 18441           | 18094           |
| 2002        | 17763           | 17180           |
|             |                 |                 |

| Etnična sestava po popisu iz leta 2002 | Etnična sestava po popisu iz leta 2002 | Etnična sestava po popisu iz leta 2002 | Etnična sestava po popisu iz leta 2002 | Etnična sestava po popisu iz leta 2002 |
| -------------------------------------- | -------------------------------------- | -------------------------------------- | -------------------------------------- | -------------------------------------- |
| Srbi                                   | Srbi                                   |                                        | 16.537                                 | 96,25%                                 |
| Romi                                   | Romi                                   |                                        | 176                                    | 1,02%                                  |
| Črnogorci                              | Črnogorci                              |                                        | 105                                    | 0,61%                                  |
| Jugoslovani                            | Jugoslovani                            |                                        | 58                                     | 0,33%                                  |
| Goranci                                | Goranci                                |                                        | 40                                     | 0,23%                                  |
| Hrvati                                 | Hrvati                                 |                                        | 17                                     | 0,09%                                  |
| Makedonci                              | Makedonci                              |                                        | 17                                     | 0,09%                                  |
| Slovenci                               | Slovenci                               |                                        | 5                                      | 0,02%                                  |
| Romuni                                 | Romuni                                 |                                        | 4                                      | 0,02%                                  |
| Muslimani                              | Muslimani                              |                                        | 3                                      | 0,01%                                  |
| Madžari                                | Madžari                                |                                        | 3                                      | 0,01%                                  |
| Bolgari                                | Bolgari                                |                                        | 3                                      | 0,01%                                  |
| Rusi                                   | Rusi                                   |                                        | 2                                      | 0,01%                                  |
| Nemci                                  | Nemci                                  |                                        | 2                                      | 0,01%                                  |
| Čehi                                   | Čehi                                   |                                        | 1                                      | 0,00%                                  |
| Slovaki                                | Slovaki                                |                                        | 1                                      | 0,00%                                  |
| Neznano                                | Neznano                                |                                        | 67                                     | 0,38%                                  |